# سیارک ۱۳۲۷۹۸
سیارک ۱۳۲۷۹۸ (به انگلیسی: 132798 Kurti، نامگذاری:2002PU167) صد و سی و دو هزار و هفتصد و نود و هشتمین سیارک کشف شده‌است که در ۸ اوت ۲۰۰۲ کشف شد.